# ライナ (埼玉西武ライオンズ)
ライナは、日本プロ野球・埼玉西武ライオンズのマスコットキャラクターである。同じくマスコットのレオの妹でもある。

## 来歴
- 1981年 - 愛称が「ライナ」に決定。製作は手塚治虫が手掛けた。

## 特徴
- レオの妹として登場する。ただし『ジャングル大帝』には登場しておらず、レオ同様、手塚の手により球団向けのオリジナルキャラとして書きおろされた[3]。制作にあたっては、鼻の頭の色や目の大きさ等何度も手直しした上で仕上げたとのこと。
- 誕生日は5月5日[1]。
- 白いライオン。兄と同じく耳の先は黒い。
- レオと同様、眼が黒いのでアルビノではない。
- 他球団の女子型マスコットはスカートかショートパンツを着用することが多いが、ライナはパートナーと同じくユニフォーム姿である。
- 身に着けているポシェットの中身は葉っぱのお金。
- 2009年6月7日に開催された「西武・電車フェスタ2009 in 武蔵丘車両検修場」では「レオ・ライナ パフォーマンスショウ」を行う予定であったが、ライナの出演は急遽中止になってしまった。理由は「天気が良いのでどこかに行ってしまった」とのことらしい。
- 基本的に兄のレオと共に行動するため、単独行動は少ない。ビジター遠征もレオと同行するかお留守番が基本である。ただし、2013年は対中日戦・対日本ハム戦などでビジター球場にライナが単独で遠征することがあった。以降もこのパターンは継続されている[4]。
- 女の子マスコットの中で唯一アクロバットをこなすがレオが見せるようなバク転ではなく側転程度。その後にガッツポーズをすることもある。
- 2017年5月30日からtwitterを始めた。[5]
- 2018年11月10日にメットライフドームにて開催された『THE IDOLM@STER CINDERELLA GIRLS 6thLIVE MERRY-GO-ROUNDOME!!!』の前座として、出演者の一人でプロ野球ファンのアイドル・姫川友紀を演じる杜野まことの“始球式”にバッターとして参加した。[6]
- 2020年6月11日、アイドルを目指しYouTubeチャンネルを開設。同年6月29日、Instagramを開始。
- 2021年11月14日、デビュー40周年を記念し『マジカパーティ』第35話に、レオら他のパ・リーグマスコットと共に登場。カメオ出演を果たしている。